# Aleuty
Aleuty (Wyspy Aleuckie, ang. Aleutian Islands, ale. Unangam Tanangin) – łańcuch małych wysp o powierzchni 37 800 km² rozmieszczonych w północnej części Oceanu Spokojnego, tworzących łuk. Składa się z 4 większych grup. Rozciąga się równoleżnikowo na przestrzeni ok. 1930 km (1300 mil), na zachód od krańca półwyspu Alaska do półwyspu Kamczatka. Aleuty są częścią stanu Alaska. Wyspy położone są w Pacyficznym Pierścieniu Ognia, wzdłuż Rowu Aleuckiego, w którym dochodzi do częstych trzęsień ziemi i tsunami.

## Geografia
Wyspy znane przed 1876 jako Catherine Archipelag, składają się z czterech grup - Wyspy Lisie (Fox Islands), Andrejanowa (Andreanof Islands), Szczurze (Rat Islands), Bliskie (Near Islands). Wszystkie leżą pomiędzy 52° i 55° północnej szerokości geograficznej oraz 172° wschodniej a 163° zachodniej długości geograficznej.
Oś archipelagu w pobliżu Alaski ma kierunek południowo-zachodni, lecz blisko 179. południka zmienia kierunek na północno-zachodni. Ta zmiana kierunku odpowiada krzywej którą tworzą wulkaniczne szczeliny. Wystąpienie tych szczelin przyczyniło się do powstania wysp. Takie zakrzywione łańcuchy powtarzają się na Oceanie Spokojnym: Wyspy Kurylskie, łańcuch japoński, Filipiny. Wszystkie te archipelagi w kształcie łuku są położone w skraju Płyty pacyficznej i bardzo odczuwają działalność sejsmiczną, lecz mimo to nadają się do zamieszkania; Aleuty leżą pomiędzy pacyficzną a północnoamerykańską płytą tektoniczną. Generalnie największe wypiętrzenie jest na wschodnich wyspach, najmniejsze zaś na zachodzie. Archipelag jest w rzeczywistości zachodnią kontynuacją Gór Aleuckich znajdujących się na kontynencie.
Większość wysp nosi ewidentne znaki wulkanicznej genezy, po północnej stronie archipelagu są liczne stożki wulkaniczne, niektóre aktywne. Jednakże nie wszystkie wyspy są wyłącznie wulkanicznego pochodzenia, na co wskazuje fakt, iż wiele z nich zawiera krystaliczne albo osadowe skały, jak również bursztyn i pokłady węgla brunatnego. Wybrzeża są skaliste i niezmiernie niebezpieczne, teren podnosi się od wybrzeży bezpośrednio do stromych gór.
Wulkan Makushin (1734 m n.p.m.) jest widoczny z Unalaska (najważniejszej wyspy z grupy). Wulkaniczne wysepki Bogoslof i Grenwingk, które wzniosły się z morza odpowiednio w 1796 i 1883, leżą około 48 km na zachód od zatoki.

## Klimat

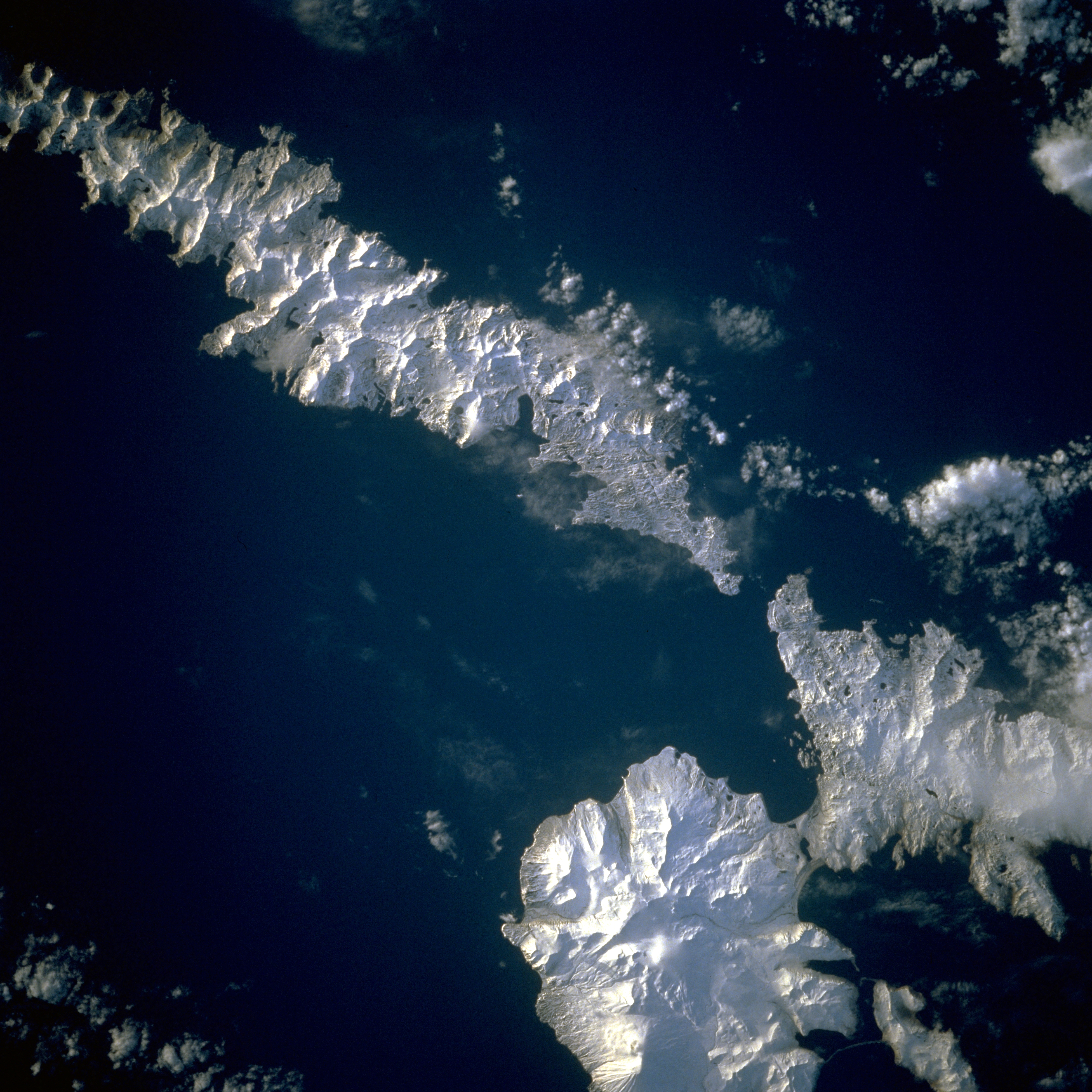
Wyspy Amlia (długa i wąska u góry zdjęcia) i Atka z archipelagu Aleutów widziane z kosmosu

Klimat morski, umiarkowane temperatury, obfite opady. Mgły występują niemal stale. Lata są chłodniejsze niż na lądzie stałym (Sitka), temperatury w zimie są bardzo zbliżone do tych na Alasce. Średnia roczna temperatura na Unalaska wynosi +3,4 °C. Dla stycznia jest to +1,1 °C, a dla sierpnia +11,1 °C. Najwyższa temperatura jaką zanotowano na wyspie to +25,6 °C, najniższa: -15,0 °C. Średnia roczna ilość opadów kształtuje się na poziomie 2030 mm. Na Unalaska rocznie notuje się ok. 250 dni z opadami. Uważa się, że jest to miejsce z najwyższą liczbą opadów w Stanach Zjednoczonych.

## Gospodarka
Okres wegetacyjny roślin trwa około 135 dni, od wczesnego maja do późnego września, ale rolnictwo jest ograniczone do uprawy niewielu roślin. Z wyjątkiem karłowatych wierzb wyspy pozbawione są całkowicie drzew. Pokryte są ziołami, trawami i kwitnącymi roślinami. Na mniej górzystych wyspach hodowla owiec i reniferów jest możliwa.
Ludzie żyjący na Aleutach świetnie rozwinęli umiejętności w polowaniu i koszykarstwie. Myśliwi sami produkują swoją broń. Kosze są tkane ze starannie postrzępionych łodyg żyta.

## Demografia
Tubylczy mieszkańcy wysp określani są mianem Aleutów, choć oni sami nazywają siebie Unangan lub Unangas.
Język aleucki jest spokrewniony z językiem Inuitów.
Z powodu położenia wysp, przypominających rozerwany most pomiędzy Azją a Ameryką Pn., wielu antropologów uważa, że była to pierwotna trasa ludów, które zamieszkały Amerykę Pn. Najwcześniejsze ślady zamieszkiwania przez człowieka Ameryk znajdują się dużo dalej na południe, w Nowym Meksyku i Peru; wczesne ludzkie siedziby na Alasce zostały prawdopodobnie zalane przez podnoszące się wody, podczas aktualnego okresu interglacjalnego.
W roku 2010 według United States Census Bureau wyspy zamieszkiwało 8702 osób, w tym 4386 w mieście Unalaska

## Historia

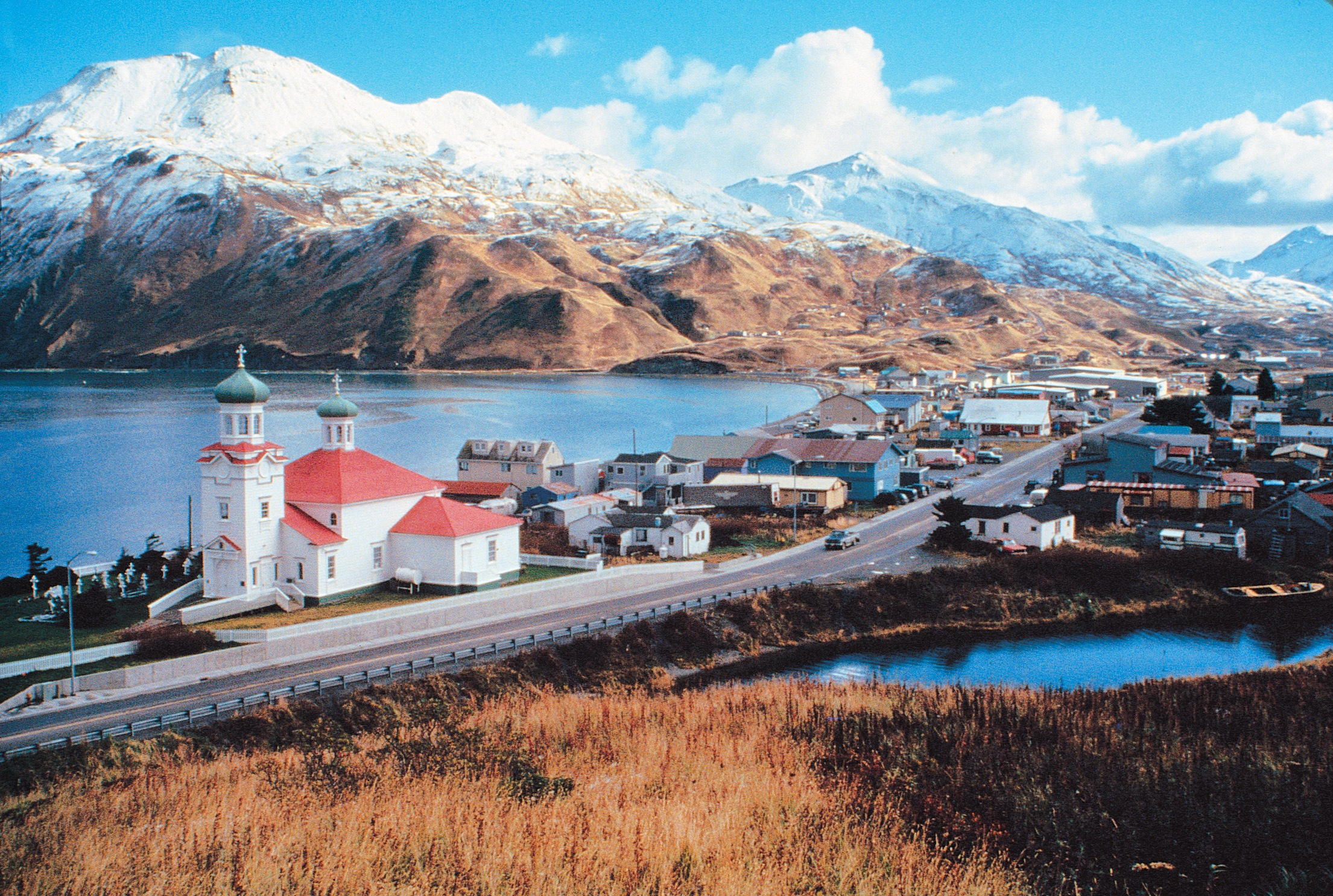
Unalaska, główna miejscowość archipelagu.

Aleuty zostały odkryte przez Europejczyków w 1741.
W 1741 rząd rosyjski wysłał na wyprawę badawczą północnego Pacyfiku Vitusa Beringa (Duńczyka w służbie Rosji) oraz Aleksieja Czirikowa na statkach Św. Piotr (Swiatoj Pietr) i Św. Paweł. Podczas sztormu statki zostały rozdzielone, Czirikow odkrył kilka wschodnich wysp archipelagu, Bering zaś kilka zachodnich. Statek Beringa jednak rozbił się, a sam Bering zginął na jednej z Wysp Komandorskich, która teraz nosi jego imię (Wyspa Beringa). Ocaleni rozbitkowie z wraku statku zbudowali łódź, którą dopłynęli do Kamczatki, gdzie poinformowali o wyspach, na których żyje wiele zwierząt futerkowych.
Syberyjscy myśliwi w poszukiwaniu futer podążali na Wyspy Komandorskie i stopniowo przemierzali Aleuty aż do Alaski. W taki oto sposób Rosja uzyskała ziemie na północno-zachodnim wybrzeżu Ameryki Pn. W konsekwencji Aleuty należały do Rosji, dopóki w 1867 kraj ten nie sprzedał Stanom Zjednoczonym swoich ziem w Ameryce Północnej.
Rosjanie wymuszali na Aleutach płacenie daniny oraz pracy na rzecz Rosji, w tym polowań na wydry morskie.
Około 1760 rosyjski kupiec Adrian Tołstych dokonał szczegółowego spisu w pobliżu wyspy Adak i nadał mieszkańcom Aleutów obywatelstwo rosyjskie.
Próbom wyeliminowania niewolnictwa i zakończenia okrutnego traktowania Aleutów, sprzeciwiało się około 1790 r. przedsiębiorstwo Szelikow, wykorzystujące pracę myśliwych dostarczających futra wydry morskiej.
Podczas trzeciej i ostatniej wyprawy (w 1778) kapitan James Cook zaobserwował wschodnią część archipelagu aleuckiego. Dokładnie określił pozycję ważniejszych wysp i poprawił wiele błędów poprzednich nawigatorów.
Jednym z pierwszych chrześcijańskich misjonarzy przybyłych na Wyspy Aleuckie był zakonnik Herman, przybyły w 1793 wraz z dziewięcioma innymi rosyjskimi prawosławnymi zakonnikami i duchownymi. Z tej grupy, po dwóch latach, żył tylko on. Osiedlił się na wyspie Spruce, leżącej blisko wyspy Kodiak i często bronił praw Aleutów. W Kościele prawosławnym jest teraz znany jako św. Herman z Alaski.
Drugim wczesnym misjonarzem Cerkwi prawosławnej był ojciec Iwan Wieniaminow, który przybył do Unalaski w 1824 i pracował jako proboszcz parafii Wniebowstąpienia Pańskiego. W 1840 został mianowany biskupem z imieniem Innocenty i przeprowadził się do Sitki, gdzie od 1844 znajdował się prawosławny sobór św. Michała Archanioła. Obecnie w Kościele prawosławnym znany jest jako św. Innocenty z Alaski.
W 1906 nowy wulkaniczny stożek wzniósł się między wysepkami Bogoslof i Grewingk, blisko Unalaski, a w 1907 powstał kolejny. Stożki te zostały zniszczone przez erupcję 1 września 1907.
Główne osady leżały na wyspie Unalaska. Najstarszą jest Iliuliuk (nazywana także Unalaską), zamieszkana w latach 1760-1775. Przyjęła zwyczaje kościoła prawosławnego. Pierwszą publiczną szkołę na Unalasce otworzono w 1883. Leżący na wyspie Dutch Harbour (Port Holenderski), (nazwa pochodzi od tego, że pierwszym okrętem, który zawinął do portu był statek holenderski) jest ważnym ośrodkiem handlu na Morzu Beringa.
Kongres Stanów Zjednoczonych w 1924 nadał obywatelstwo wszystkim Indianom, prawo to dotyczyło także rdzennej ludności Alaski.
W 1933 Biuro do spraw Indian zbudowało na Unalasce szpital.
Podczas II wojny światowej wyspy zostały zajęte przez wojska japońskie. Attu i Kiska zostały zaatakowane w czerwcu 1942, żeby odwrócić uwagę Amerykanów od walk o Midway. Jednak wojska amerykańskie złamały kod Japończyków i przejęły rozkazy armii japońskiej. Zorientowały się, że to podstęp, i do obrony Aleutów użyły bardzo niewielkich sił. Niektórzy Amerykanie dostali się do niewoli japońskiej. Japończycy rozbudowali garnizony na wyspach (w maju 1943 Attu okupowało 2,5 tys. żołnierzy, Kiskę 5,4 tys.). Większość cywilnej ludności Aleutów została internowana przez Stany Zjednoczone na Alasce. Siły amerykańskie 28 maja 1943 wyparły Japończyków z Attu, a wkrótce potem Japończycy wycofali się z Kiski.
3 czerwca 2002 był obchodzony jako Dzień Pamięci Portu Holenderskiego. Gubernator Alaski nakazał obniżyć flagi państwowe do połowy masztu, aby uczcić pamięć 78 żołnierzy, którzy zginęli podczas dwudniowego ataku na wyspy w 1942. W czerwcu 2002 zostało otwarte muzeum upamiętniające walki na Aleutach podczas II wojny światowej.